# 第2屆金馬獎
第2屆金馬獎，又稱五十二年度國語影片展覽及優良國片頒獎典禮，是由中華民國官方舉辦的國產電影評選活動，為1963年台灣與華語電影業界的年度盛事之一。

## 活動安排
行政院新聞局為了表揚1963年度傑出電影與電影工作者，得獎者會受邀參加頒獎典禮，並上台接受金馬獎座（或獎狀、獎牌），並且致詞發表感言。優良國語影片展覽於1963年10月29日揭開序幕，放映時間分別為10月30日、10月31日、11月1日。頒獎典禮於台灣時間1963年10月31日下午二時在台北市國光戲院（1965年改名為國軍文藝活動中心）舉行，由新聞局局長沈劍虹致詞並擔任頒奬人，司儀則由丁秉燧擔任。影帝唐菁與影后樂蒂均未出席，由最佳男配角馬驥，以及因《梁山伯與祝英台》得特別獎的凌波致謝詞。新聞局於9月4日公布該年度獎勵國語影片及個人技術得獎名單。

## 凌波旋風
此屆的盛況就往後舉辦了數十屆的金馬獎來看恐怕也是罕見的。當年電影《梁山伯與祝英台》轟動一時，飾演梁山伯的女演員凌波更是萬人風靡，形成一股「凌波旋風」。在她來台參加金馬獎頒獎典禮的時候，影迷為了一睹她的風采，曾造成了台北市「萬人空巷」的熱鬧場面。香港的《工商日報》對此一現象感到不解，遂給當時的台北市取了一個「狂人城」的封號。

## 評審爭議
凌波雖然在該片中是飾演男主角，但由於是女扮男裝具爭議性，最後決定頒給她一個演員特別獎。此外，香港影壇五十年代成就最高的知名導演岳楓，曾被列為長城、電懋、邵氏的首席導演，是與金馬獎最無緣的影人之一。雖然執導的幾部影片有得獎過，但他個人卻從未得過獎（包括特別獎），僅以葛瑞芬的筆名得過一次編劇獎。

## 得獎名單
- 第15屆之前，金馬獎採事前公佈得獎名單的方式，因此無「入圍名單」[9]。

下列之標記為該獎項之得獎者。

## 得獎統計
總共有13部電影獲獎，僅計入正式競賽獎項。
| 得獎數量 | 電影名稱                   | 得獎獎項                                             |
| -------- | -------------------------- | ---------------------------------------------------- |
| 5        | 《梁山伯與祝英台》         | 最佳劇情片、最佳導演、最佳女主角、最佳剪輯、最佳音樂 |
| 2        | 《白雲故鄉》               | 獲獎助金影片、最佳男配角                             |
| 2        | 《中華民國五十一年國慶》   | 優等紀錄片、最佳紀錄片策劃                           |
| 2        | 《台灣漁業》               | 最佳紀錄片、最佳紀錄片攝影                           |
| 2        | 《黑夜到黎明》             | 優等劇情片、最佳男主角                               |
| 1        | 《荷花》                   | 最佳黑白攝影                                         |
| 1        | 《為誰辛苦為誰忙》         | 最佳編劇                                             |
| 1        | 《巫山春回》               | 最佳女配角                                           |
| 1        | 《梁紅玉》                 | 獲獎助金影片                                         |
| 1        | 《今日台灣（五十二年版）》 | 優等紀錄片                                           |
| 1        | 《小兒女》                 | 優等劇情片                                           |
| 1        | 《武則天》                 | 優等劇情片                                           |
| 1        | 《街頭巷尾》               | 最佳童星                                             |

## 不受評審青睞的電影[8]
- 《不了情》（邵氏公司）：導演為陶秦，由林黛主演，全軍覆沒。
- 《海灣風雲》（原名《金門灣風雲》）：為中日合作片，全軍覆沒。

## 外部連結
- 第2屆金馬獎名單 （页面存档备份，存于）（繁體中文）
- 中華民國五十二年優良國語影片展覽 （页面存档备份，存于）（繁體中文）
- 優良國語影片頒獎典禮 （页面存档备份，存于）（繁體中文）